# 彼得·迪斯德加
彼得·迪斯德加（德语：Peter Desaga；1812年3月14日—1879年）是一位德国海德堡大学的仪器制造师，他与罗伯特·威廉·本生一起工作。在1855年，迪斯德加改良了迈克尔·法拉第的设计，发明了本生灯。
彼得·迪斯德加的儿子卡尔·迪斯德加创立了C.迪斯德加公司，制造本生灯和其他仪器。